# Романівка (Байковецька сільська громада)
Рома́нівка — село в Україні, у Байковецькій сільській громаді Тернопільського району Тернопільської області. Розташоване на берегах річок Качава і Дзюрава, в центрі району. До 2020 року центр Романівської сільської ради, якій було підпорядковане с. Ангелівка. До 1992 разом із с. Ангелівкою підпорядковувалось Великобірківській селищній раді.

## Географія

### Розташування
Романівка розташована у Східній Європі, Західній Україні, в центрі Тернопільської області, в центрі Тернопільського району.

Межує на півночі із селом Ангелівка, на північному сході із с. Романове Село, на сході із с. Галущинці, на півдні із с. Малий Ходачків, на південному заході із смт Великі Бірки, на заході із с. Ступки, на північному заході із селами Чернелів-Руський і Соборне.
Територія села лежить на Подільській височині. Поверхня — хвиляста лесова рівнина, розчленована долинами річок Качава і Дзюрава, ярами і балками. На північно-східній околиці знаходиться Романівський став, на сході і півдні лісові урочища «Дубина» і «Караманда».

### Вулиці, кутки, хутори
- Т. Шевченка;
- Б. Хмельницького;
- Нова;
- М. Коцюбинського;
- І.Франка;
- Зелена;
- Сонячна;

## Історія
Перша писемна згадка — 1571 як власність родини Лодзінських.
1 серпня 1934 року в рамках реформи на підставі нового закону про самоуправління (23 березня 1933 року) село увійшло до новоствореної сільської гміни Великі Бірки (Тернопільський повіт Тернопільського воєводства).
12 червня 2020 року, відповідно до розпорядження Кабінету Міністрів України № 724-р «Про визначення адміністративних центрів та затвердження територій територіальних громад Тернопільської області» увійшло до складу Байковецької сільської громади.
19 липня 2020 року, в результаті адміністративно-територіальної реформи та ліквідації Тернопільського району, село увійшло до складу новоутвореного Тернопільського району.

## Населення
Згідно з переписом УРСР 1989 року чисельність наявного населення села становила 603 особи, з яких 269 чоловіків та 334 жінки.

## Символіка
Сучасна символіка села була затверджена. Рішення сесій сільської ради №8/6/11 «Про затвердження офіційної символіки Байковецької територіальної громади, сіл Байковецької територіальної громади та Положення про зміст, опис Гербів, Прапорів Байковецької територіальної громади, сіл Байковецької територіальної громади та порядок їх використання» від 26.02.2021

### Герб
Використано елементи герба Радван. На червоному геральдичному щиті золота церковна хоругва, яка складається з трьох полів та підшита бахромою, яка звисає донизу. Над хоругвою золотий кавалерський хрест. Хоругва відділена від країв щита двома золотими лініями.
Щит вписаний в декоративний картуш і увінчаний золотою сільською короною. Унизу картуша написи «РОМАНІВКА» і «1571».

### Прапор
Прапор має квадратну форму і повторює елементи Герба: золоту церковну хоругву з трьох полів, підшитих бахромою. Над хоругвою – золотий кавалерський хрест. На Прапорі повторюються кольори Герба.

### Тлумачення символіки
В основі символіки використано елементи герба Радван, до якого належали перші відомі власники села Романівка родина Лодзінських. Цей герб бере свій початок з часів Великого Князівства Литовського, до складу якого входила на той час Україна.

## Транспорт
Через територію села проходить:
- автомобільна дорога Стрий — Тернопіль — Кропивницький — Знам'янка Е-50, М 12
- двоколійна залізниця на лінії Львів — Красне — Тернопіль — Хмельницький — Жмеринка.

До села пролягає автобусний маршрут сполученням з обласним і районним центром м. Тернопіль протяжністю 15 км. Є зупинка приміського електропоїзда (платформа Романівка. 1322 км) сполученням Тернопіль — Підволочиськ. Найближча залізнична станція Бірки-Великі на відстані 4,6 км.

## Зв'язок
Село телефонізоване, працює поштове відділення Укрпошти, поштовий індекс: 47715.

## Охорона здоров'я
Працює Фельдшерсько-акушерський пункт.

## Освіта
Працюють бібліотека, дитячий садок та загальноосвітня школа 1 ступеня. У зв’язку з незначною кількістю дітей початкова школа у селі призупинила свою діяльність.

## Релігія

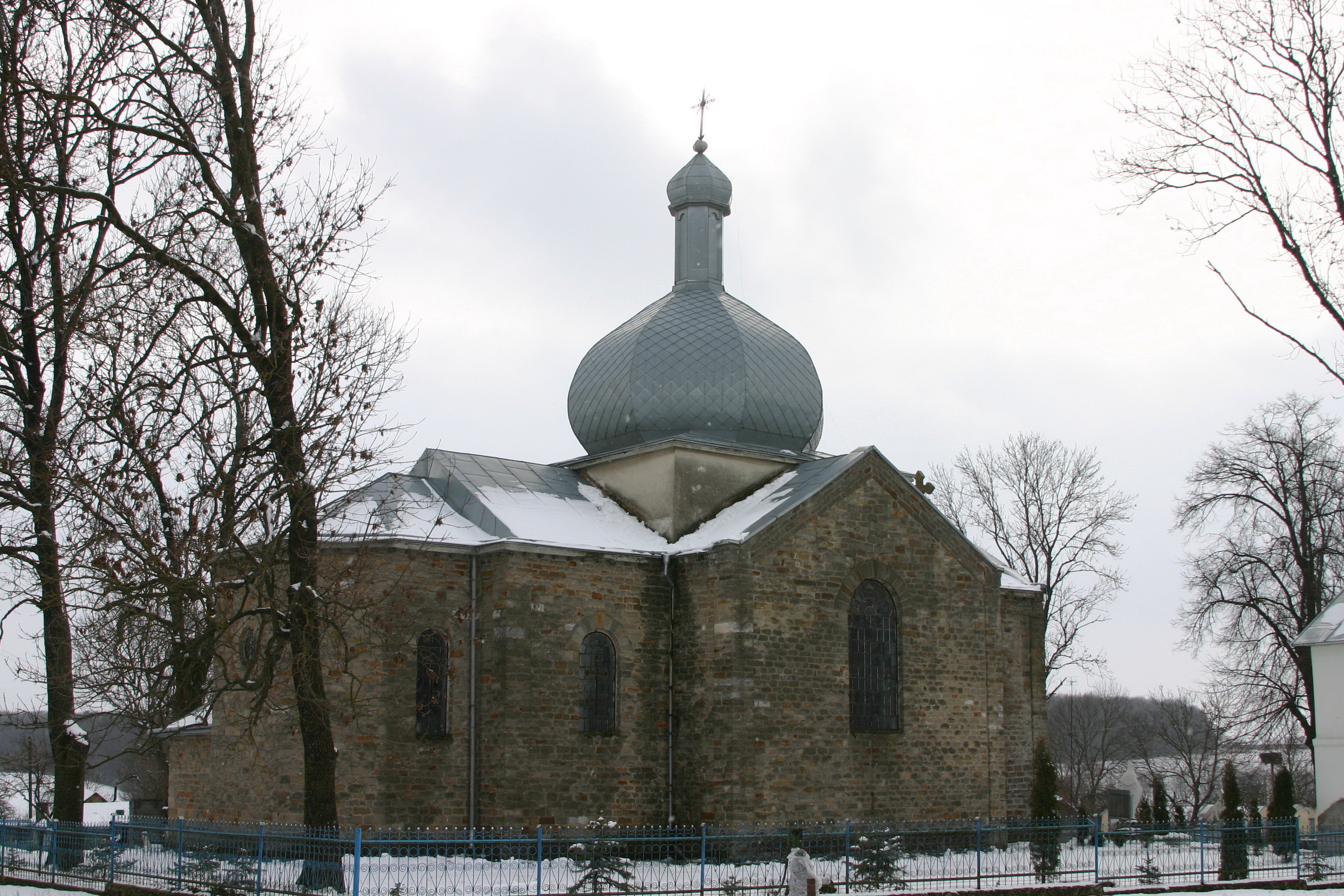
Церква святого Миколая

У Романівці є церква святого Миколая, мурована — найдавніший християнський храм у селі, належить до ВеликоБірківського деканату, Тернопільсько-Зборівської єпархії УГКЦ. Знаходяться руїни римо-католицького костелу (недіючий з 1945). Храмове свято припадає на День святого Миколая. Адміністратором храму Святого Миколая до 12 грудня 2013 року був о. Тарас (Рогач). З 12 грудня 2013 року до 2018 року адміністратором парафії був о. Євген Флиста. З 2018 адміністратором парафії є о. Ярослав Єфремов.

## Пам'ятки

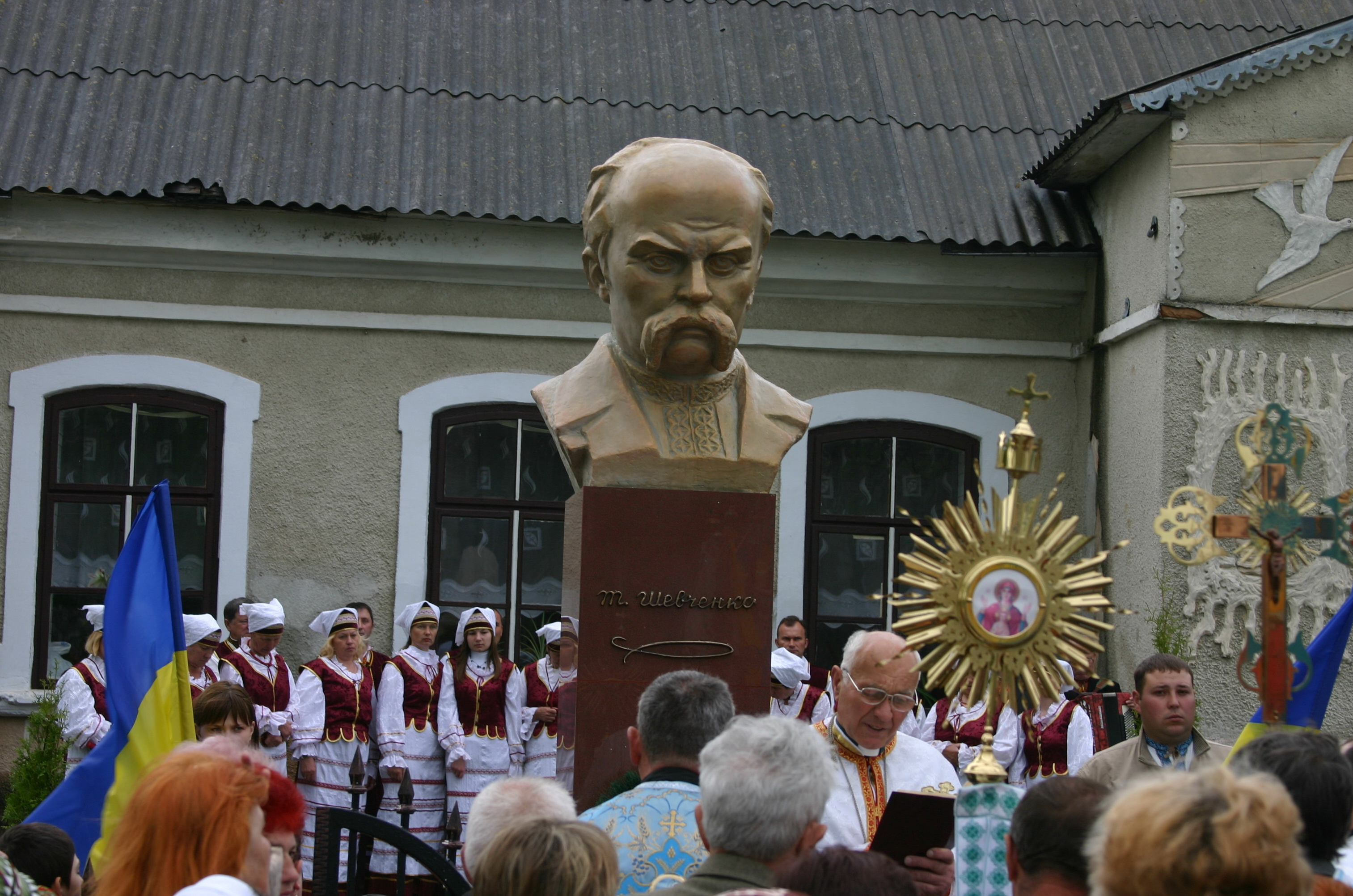
Освячення пам'ятника Т. Шевченку, 2010

16 травня 2010 року на шкільному подвір'ї урочисто відкрито пам'ятник Тарасові Шевченку (скульптори Іван та Дмитро Мулярчуки)

## Відомі люди

### Народилися
- Роман Гевко (нар. 1940) — економіст, громадський діяч, Заслужений працівник сільського господарства України (2003)[10].
- Ярослав Гевко (нар. 1943) — літератор, редактор, упорядник, брат Р. Гевка[11].
- Василь Дідух (нар. 1952) — голова Тернопільської районної ради 4-х скликань (1998, 2002, 2006, 2010), Заслужений економіст України.
- Василь Кузьма (1891—1963) — релігійний діяч, учасник Визвольних змагань 1918—1920 рр.
- Уляна Скальська (1931—2020) — український науковець у галузі хімії, громадсько-культурна діячка.
- Віктор Цебровський (1878—1940) — український правник, суддя, громадський діяч, репресований НКВД.
- Ягода Яків (1932—2010) — самобутній художник, графік, скульптор, різб'яр по дереву.

### Проживали, перебували
- Йосип Стадник — український галицький актор, режисер і театральний діяч[12]
- Ігор Ґерета — археолог, проводив археологічні дослідження 1987
- Микола II — останній російський імператор, 1915[13];

## Галерея

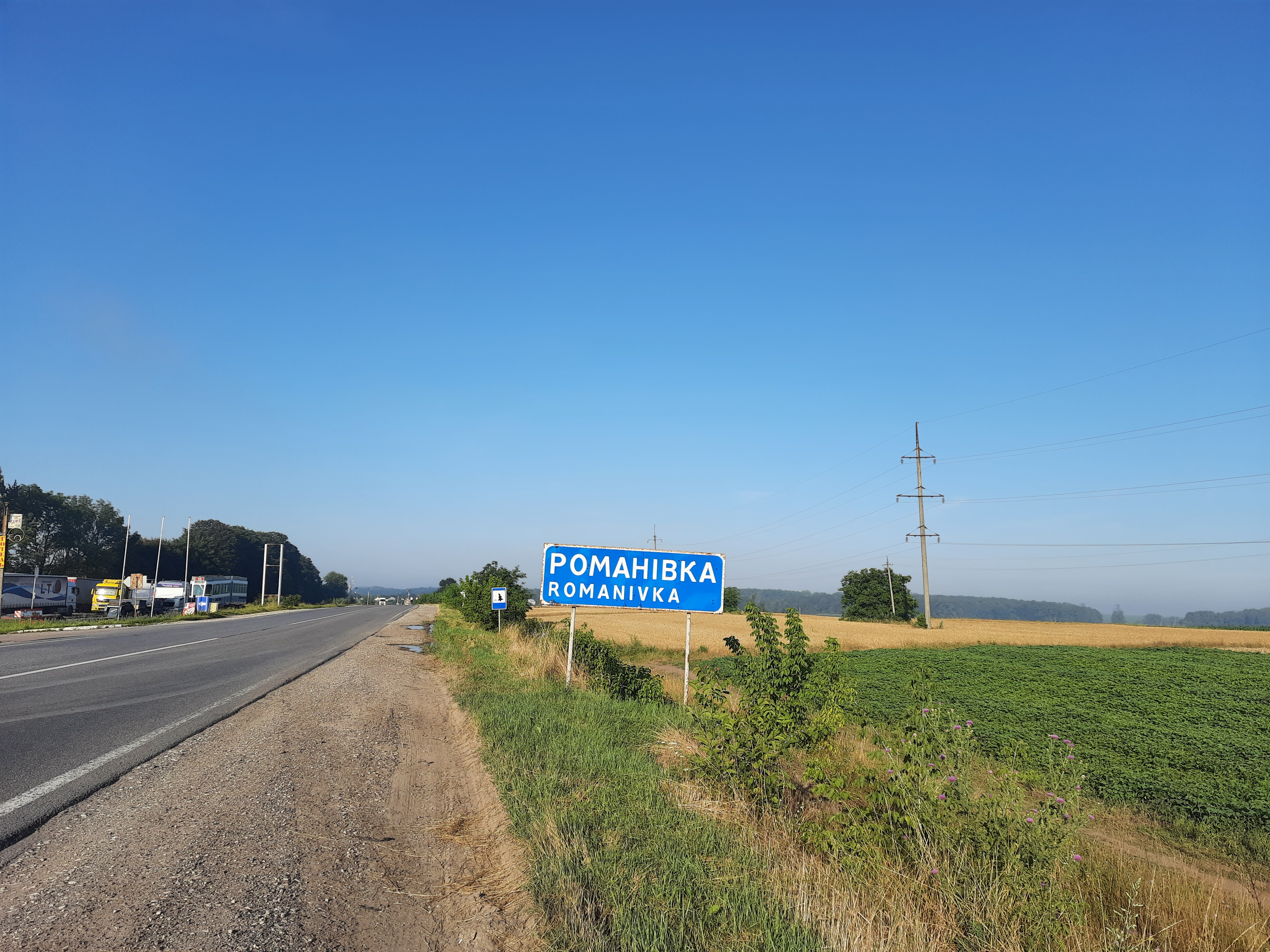
Дорожній знак при в'їзді в село
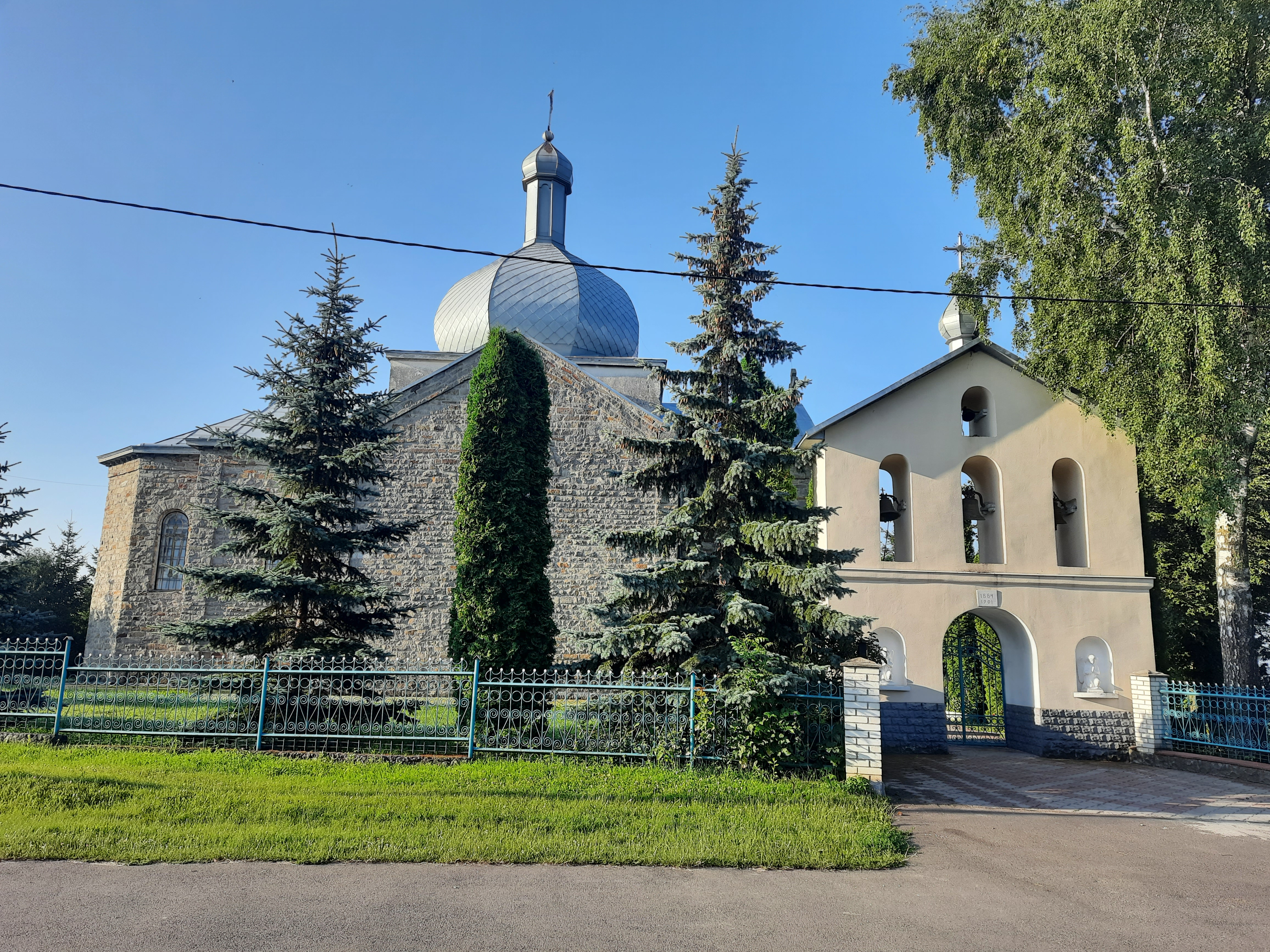
Церква Святого Миколая
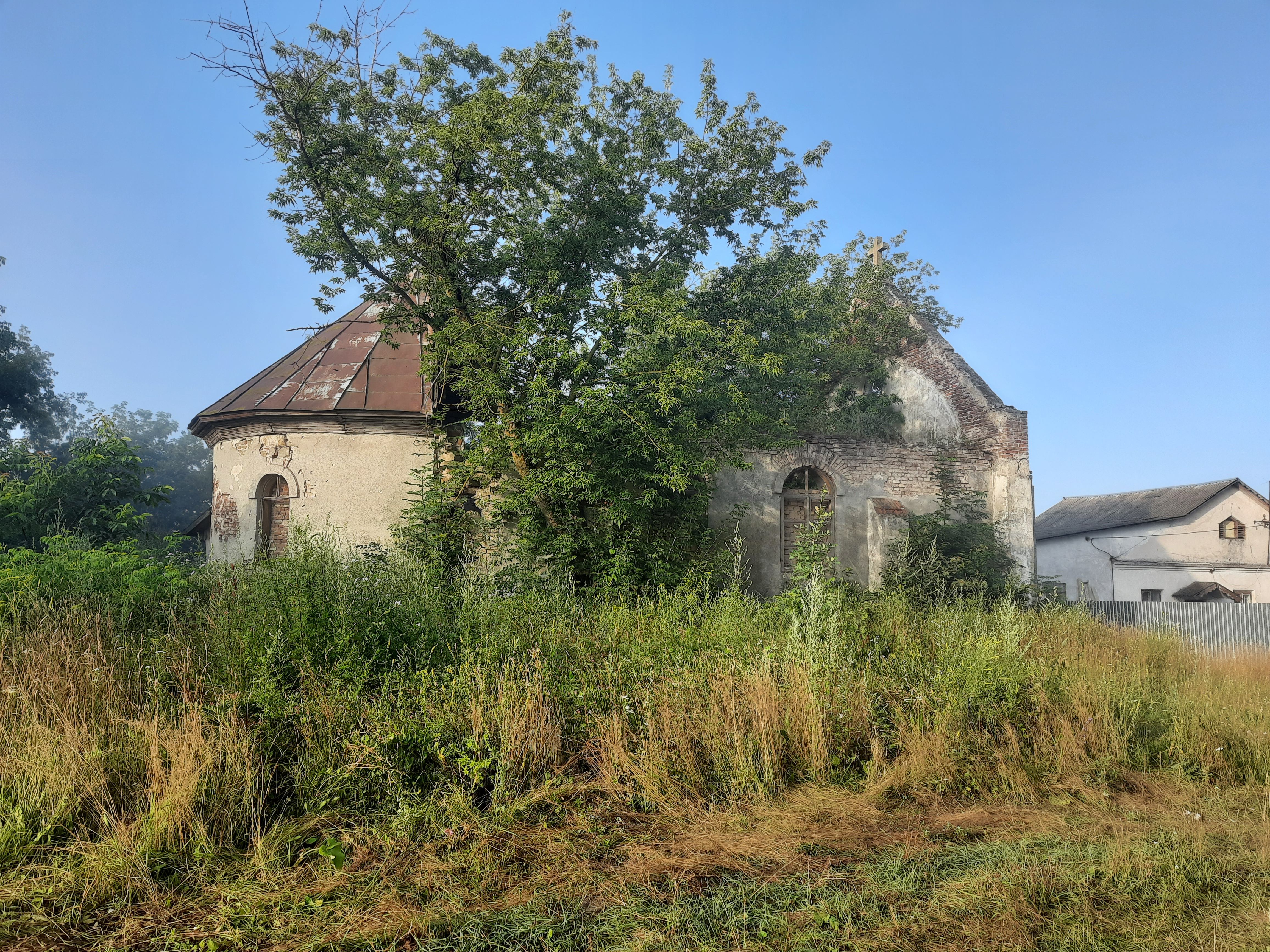
Католицька каплиця
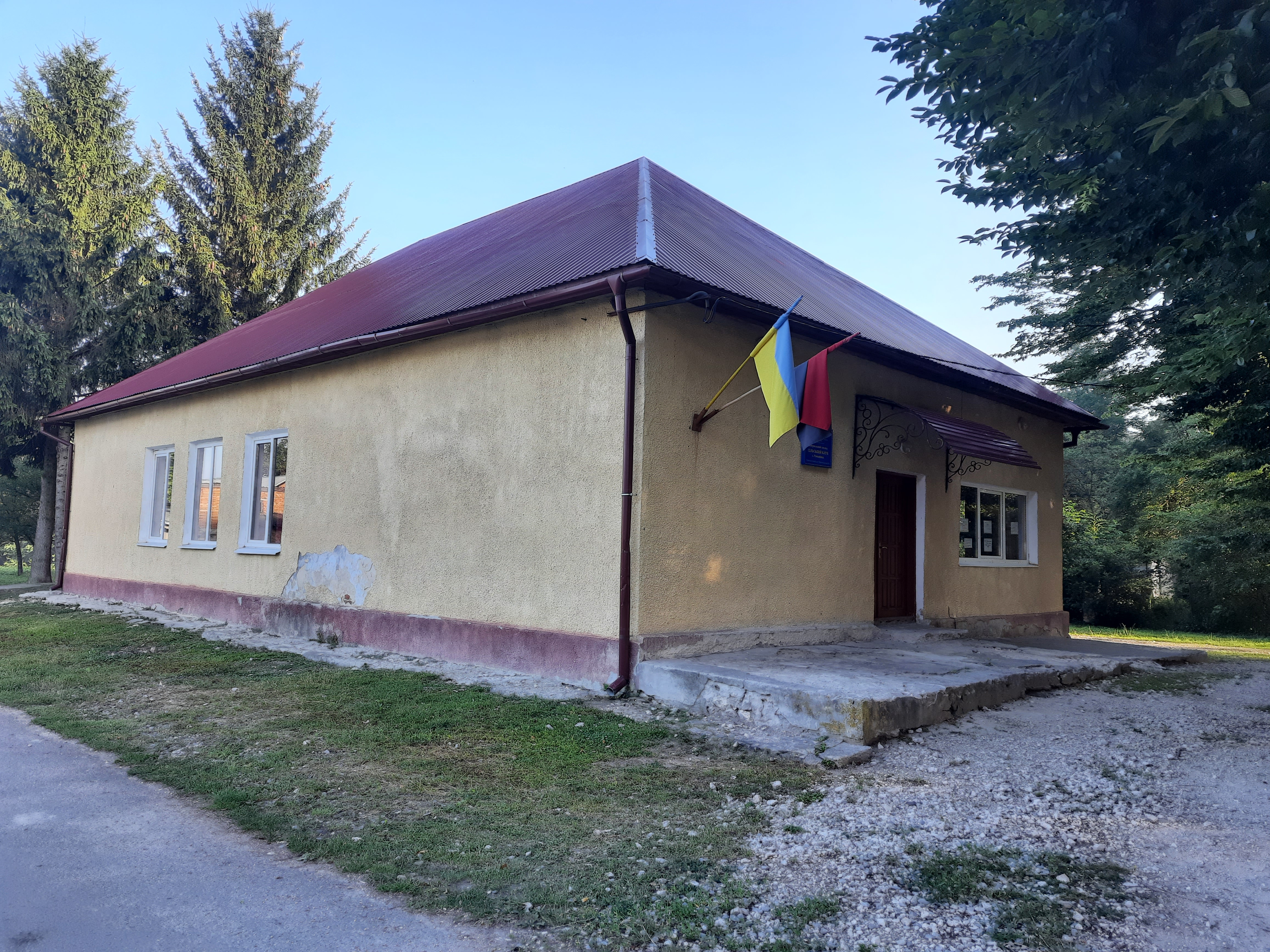
Клуб
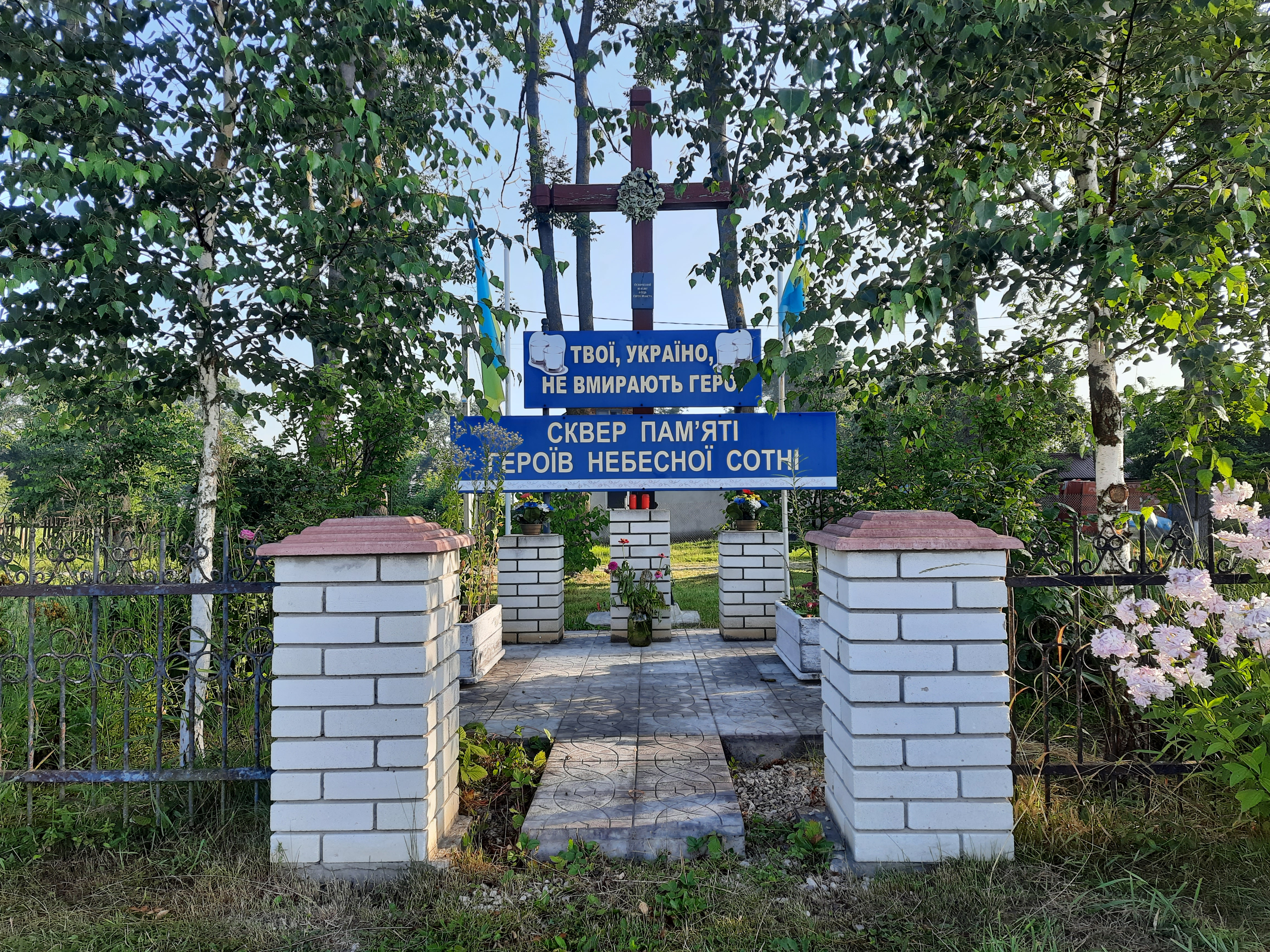
Сквер пам'яті героїв Небесної сотні
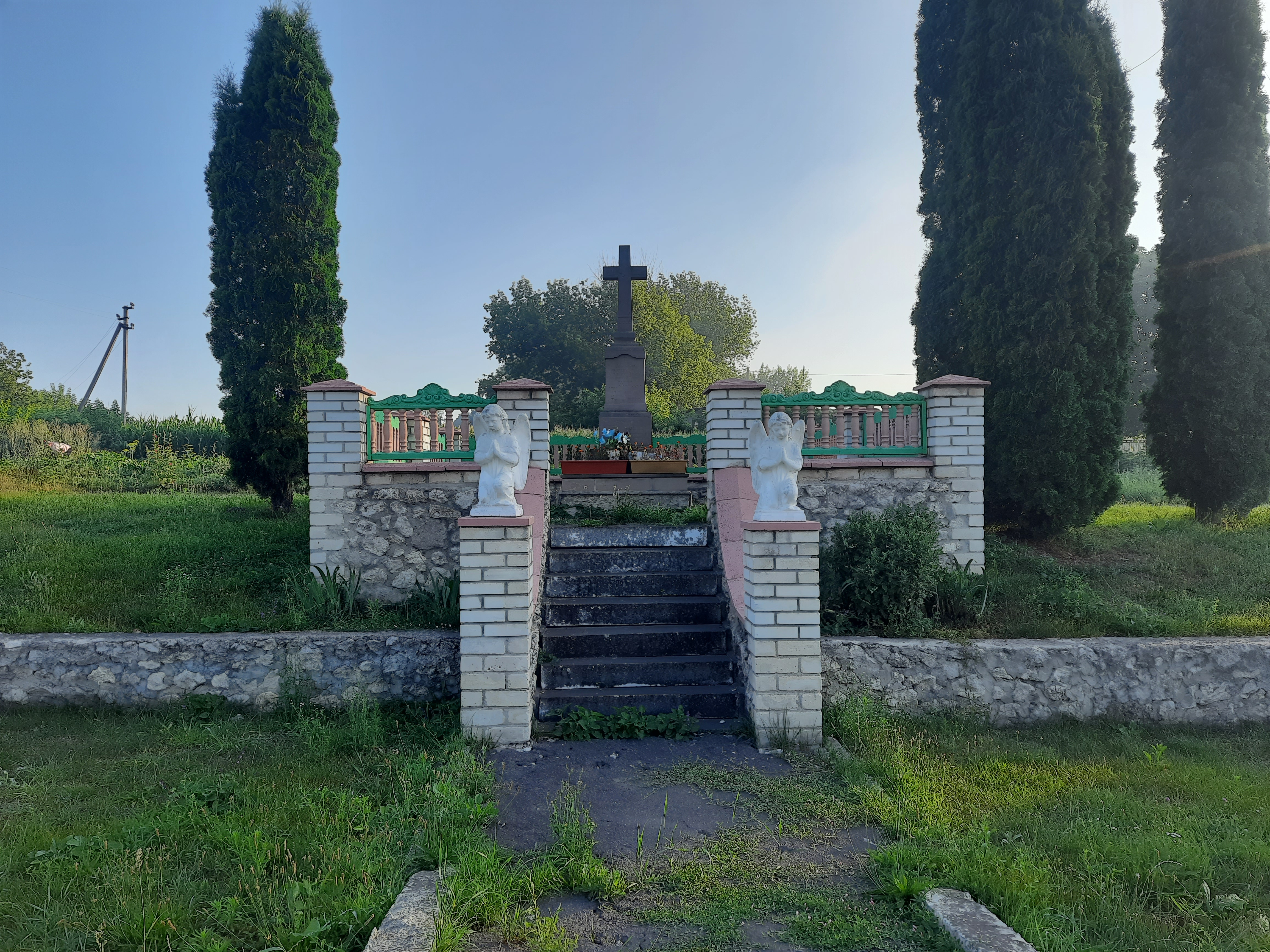
Пам'ятний хрест.
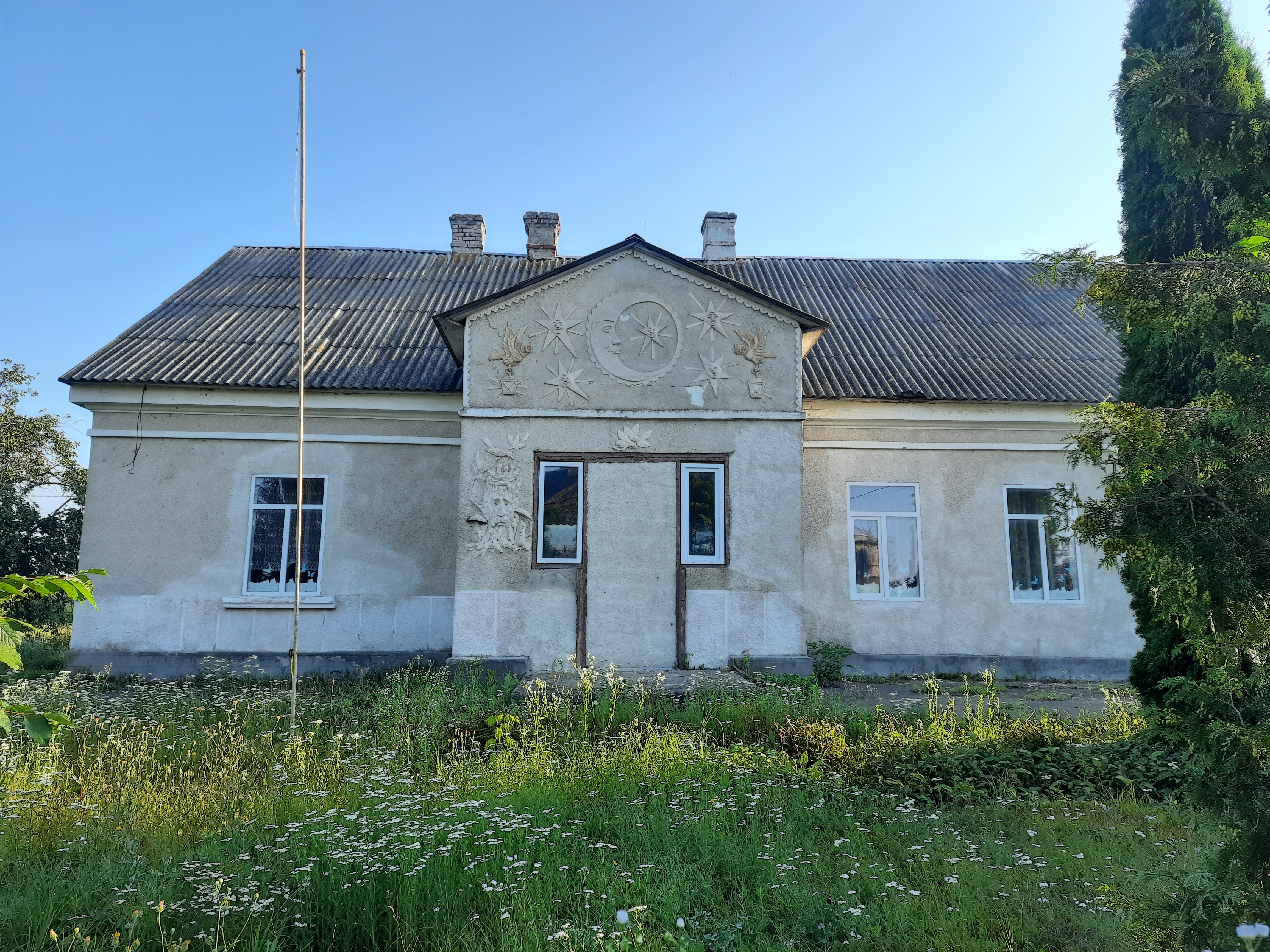
Дитячий садок